# (5822) Masakichi
(5822) Masakichi es un asteroide perteneciente al cinturón de asteroides, región del sistema solar que se encuentra entre las órbitas de Marte y Júpiter, descubierto el 21 de noviembre de 1989 por Tsutomu Hioki y el también astrónomo Shuji Hayakawa desde el Okutama Observatory, Japón.

## Designación y nombre
Designado provisionalmente como 1989 WL. Fue nombrado Masakichi en homenaje a Masakichi Hioki, padre del primer descubridor, es ingeniero mecánico y compositor de canciones tradicionales japonesas.

## Características orbitales
Masakichi está situado a una distancia media del Sol de 2,407 ua, pudiendo alejarse hasta 2,833 ua y acercarse hasta 1,981 ua. Su excentricidad es 0,177 y la inclinación orbital 5,844 grados. Emplea 1364,49 días en completar una órbita alrededor del Sol.

## Características físicas
La magnitud absoluta de Masakichi es 13,7. 